# Przeziorowa Szczerbina
Przeziorowa Szczerbina (słow. Štrbina Bielovodských veží, 1833 m) – przełączka w masywie Młynarza w słowackich Tatrach Wysokich. Znajduje się w grani wschodniej Młynarza, pomiędzy Przeziorowym Zębem (1849 m) a Przeziorową Turnią (1848 m). Na południe opada z przełączki płytki żlebek, na północ skalisto-trawiasta depresja będąca odnoga Młynarkowego Żlebu.
Przełączka ma bardzo oryginalną budowę. Jej najniższe wcięcie jest oknem skalnym o wysokości około 1,5 m.
Autorem nazwy przełączki jest Władysław Cywiński. On też jest autorem pierwszego (prawdopodobnie) wejścia na tę przełączkę (31 lipca 1995 r.).